# Rethusus
Rethusus is een geslacht van kevers uit de familie schimmelkevers (Latridiidae).

## Soorten
- R. fulvescens Broun, 1921
- R. lachrymosus Broun, 1886
- R. pictulus Broun, 1886
- R. pustulosus (Belon, 1884)